# 波蘭人民黨

波蘭人民黨舊標誌

波蘭人民黨（波蘭語：Polskie Stronnictwo Ludowe，缩写为PSL），又译波蘭農民黨，是波蘭中間派農業主義、基督教民主主義政黨。自2023年，該黨在下議院擁有28席，上議院4席，與3名歐洲議員。現以第三條路聯盟之名義與公民綱領等黨組成執政聯盟。2025年6月17日，波兰人民党退出第三条道路，第三条道路因而解散。

## 歷史

### 1990年以前

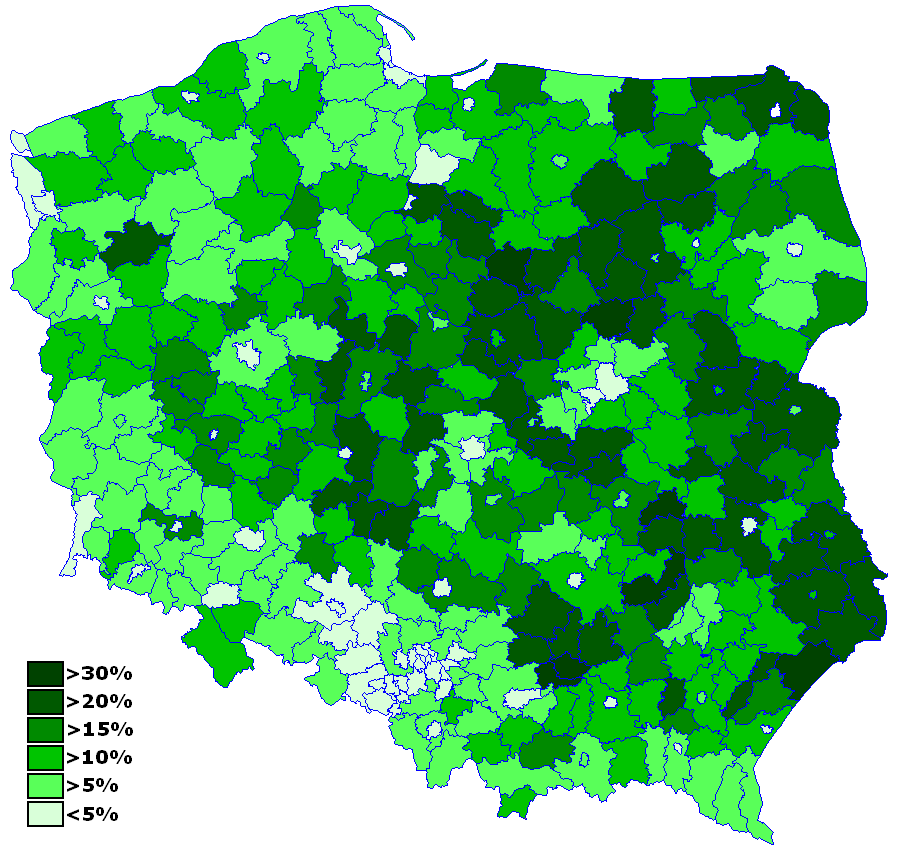
波蘭人民黨各地區支持度

該黨黨名源自於奧匈帝國控制的加利西亞波蘭的農業政黨。1918年，波蘭在一戰結束獲得獨立後，該黨結合其他帝俄占領地區的農業政黨組成波蘭人民黨，在“萨纳齐亚”运动开展前是波蘭第二共和國的重要政黨之一。這段期間有兩個人民黨：波蘭人民黨「皮雅斯特」和波蘭人民黨「解放」。
1931年，波兰人民党“皮雅斯特”、波兰人民党“解放”和农民党合并为人民黨。二戰時期，人民党為波蘭流亡政府成員之一。
二战后，人民党人于1945年在波兰国内重建波兰人民党。1947年，波兰人民党—左翼派系夺得波兰人民党的领导权。1949年，波兰人民党与另一个较小的人民党合并为统一人民党，作为波兰统一工人党的卫星党。

### 1990年至今
1989年，波兰人民党 (维拉诺夫派)和波兰人民党—复兴（前身为波兰统一工人党的卫星党统一人民党）先后成立。1990年5月5日，两党合併為波兰人民党，並参加團結工聯主导的二戰後波蘭第一個非共产党政府。
1990年更名為「波蘭人民黨」。波蘭人民黨最初為左派政黨，1993年波蘭議會選舉後與民主左派聯盟組成執政聯盟，黨魁瓦德馬·帕夫拉克就任波蘭總理。1997年波蘭議會選舉，該黨席次滑落至27席。1990年代末期，人民黨轉向中間派路線。2001年波蘭議會選舉，人民黨獲得9%的選票再次與民主左派聯盟結盟。
2004年歐洲議會選舉屬於歐洲人民黨一員的人民黨獲得6%的選票，拿下4席歐洲議員。2005年波蘭議會選舉該黨以7%的支持度拿下25席下議院與2席上議院席次。
2007年波蘭議會選舉，該黨得票率提升至8.93%，排名第四大黨，拿下31席，並與公民綱領黨組成執政聯盟。2009年歐洲議會選舉，人民黨獲得7.01%的選票支持。2011年波蘭議會選舉，人民黨再次與公民綱領黨組成執政聯盟。之後人民黨逐漸轉向中間派與保守主義政策。

## 意識形態
人民黨在社會議題上偏向保守主義與基督教民主主義。在經濟上的政策則偏向國家干預主義。

## 選舉表現

### 下議院
| 選舉年 | 得票                                             | 得票率（%） 及排名 | 席次      | 席次增減 | 執政     |
| ------ | ------------------------------------------------ | ------------------ | --------- | -------- | -------- |
| 1989   |                                                  | 16.5 (#3)          | 76 / 460  | ▼ 41     | 聯合政府 |
| 1991   | 972,952                                          | 8.7 (#5)           | 48 / 460  | ▼ 28     | 支持政府 |
| 1993   | 2,124,367                                        | 15.4 (#2)          | 132 / 460 | ▲ 84     | 聯合政府 |
| 1997   | 956,184                                          | 7.3 (#4)           | 27 / 460  | ▼ 105    | 反對黨   |
| 2001   | 1,168,659                                        | 9.0 (#5)           | 42 / 460  | ▲ 15     | 聯合政府 |
| 2005   | 821,656                                          | 7.0 (#6)           | 25 / 460  | ▼ 17     | 反對黨   |
| 2007   | 1,437,638                                        | 8.9 (#4)           | 31 / 460  | ▲ 6      | 聯合政府 |
| 2011   | 1,201,628                                        | 8.4 (#4)           | 28 / 460  | ▼ 3      | 聯合政府 |
| 2015   | 779,875                                          | 5.1 (#6)           | 16 / 460  | ▼ 12     | 反對黨   |
| 2019   | 972,339                                          | 5.3 (#4)           | 19 / 460  | ▲ 3      | 反對黨   |
| 2019   | 加入波蘭聯盟，而該聯盟共取得1,578,523票和30席。  |                    |           |          |          |
| 2023   | 1,189,629                                        | 5.51 (#3)          | 28 / 460  | ▲ 9      | 聯合政府 |
| 2023   | 加入第三条道路，而該聯盟共取得3,110,670票和6席。 |                    |           |          |          |

## 外部連結
- 官方网站
- 歐洲人民黨的波蘭人民黨介紹 （页面存档备份，存于）
- （波兰語）波蘭人民黨官方新聞網